# Heh
Pour les articles homonymes, voir Heh (homonymie).
Le dieu Heh est, à partir du Nouvel Empire, issu de la fusion de deux divinités, l'une membre de l'Ogdoade d'Hermopolis (association de huit entités divines), qui joue un rôle essentiel dans la cosmologie d'Hermopolis, l'autre, le dieu du temps infini, le génie de l'éternité.
| C11 |

| C11 |

 est utilisée pour représenter le million, lequel est considéré comme l'infini dans les mathématiques égyptiennes.

## Heh primordial
À Hermopolis, cité du dieu Khnoum qui y était perçu comme le potier créateur du monde, chaque couple correspond à un principe fondateur du monde ; avec Hehet, sa parèdre, il y représente l'espace infini.

## Heh de l'éternité
« Heh de l'éternité » ne fut jamais qualifié de démiurge. Tout ce qu'on sait de ses origines a semble-t-il disparu ; par contre, nous savons que le génie de l'éternité fut plusieurs fois dédoublé au point d'atteindre le nombre de huit, l'assimilant de ce fait au Heh « primordial ».
Les huit « Heh de l'éternité », regroupés par paire, soutenaient la voûte céleste. Chacun de ces quatre « piliers du ciel » était protecteur d'une région de cette voûte céleste. Dans ce rôle de soutien du ciel, Heh est devenu une hypostase de Shou, le dieu de l'air, qui de ses deux bras soulève le ciel (représenté par Nout) et le dissocie de la terre (représentée par Geb). Les quatre couples Heh furent alors perçus comme quatre vents ; mais pour une raison qui nous échappe, ces vents furent considérés de façon négative, comme sortis de la bouche de Seth.

## Ville de «Heh»
Le pharaon Amenemhat Ier, après une campagne militaire vers le sud, construisit au niveau de la troisième cataracte du Nil, une cité qu'il baptisa « Heh », du nom du dieu. Un siècle plus tard, elle fut fortifiée par Sésostris III.

## Heh et Toutânkhamon
Heh est représenté sur quelques-uns des objets découverts en 1922 par Howard Carter dans le tombeau de Toutânkhamon. L'une des plus parfaites représentations du dieu figure sur le fauteuil cérémoniel du jeune pharaon. Heh, conformément à l'usage, est représenté agenouillé sur le signe de l'or nebou, une croix ânkh pendant à son bras, tenant une palme dans chaque main ; ces palmes se terminent par un disque solaire que protège un uræus au cou duquel pend également une croix ânkh ; sur la tête du dieu, le disque solaire est protégé par un double uræus.
Cette représentation garantit à Toutânkhamon l'espoir d'une longue vie prospère.